# Сен-Дени-д’Олерон
Сен-Дени́-д’Олеро́н (фр. Saint-Denis-d’Oléron) — коммуна во Франции, находится в регионе Пуату — Шаранта. Департамент коммуны — Приморская Шаранта. Входит в состав кантона Сен-Пьер-д’Олерон. Округ коммуны — Рошфор.
Код INSEE коммуны — 17323.

## Население
Население коммуны на 2010 год составляло 1358 человек.
| 1962 | 1968 | 1975 | 1982 | 1990 | 1999 | 2010 |
| ---- | ---- | ---- | ---- | ---- | ---- | ---- |
| 896  | 901  | 951  | 1004 | 1107 | 1222 | 1358 |